# Alaquàs
Alaquàs è un comune spagnolo di 30 177 abitanti situato nella comunità autonoma Valenciana. Dal 2004 è gemellato con la città italiana di Cremona, situata nella regione Lombardia.

## Origine del nome
Il toponimo Alaquàs proviene dell'arabo الأقواس (a il-aqūās) «gli archi» o «le arcate». Non si sa per certo a quali archi faccia riferimento il toponimo, anche se si è speculato per lungo tempo sugli archi del canale d'irrigazione che porta l'acqua da Manises o su un ponte costruito sul Barranco de Torrent. Una terza possibilità, meno verosimile, fa riferimento alle arcate dell'antico castello musulmano. Dalla riconquista cristiana e fino all'Età Moderna, il toponimo viene citato molto frequentemente come Alaquaz.

## Geografia fisica
Situata a 42 m di altitudine e con 3,9 km² di estensione, localizzata nell'Orto di Valenzia, a 7 km a ovest della capitale provinciale, appartiene alla regione del la Huerta Oeste. La città è caratterizzata da una forma allungata, che si estende da est ad ovest e che si sviluppa da una zona di orto all'estremo orientale, irrigata dalle acque del canale di Benàger, fino al terreno non irrigato dell'estremo occidentale. Il suo centro urbano e quello di Aldaia sono adiacenti.

## Storia

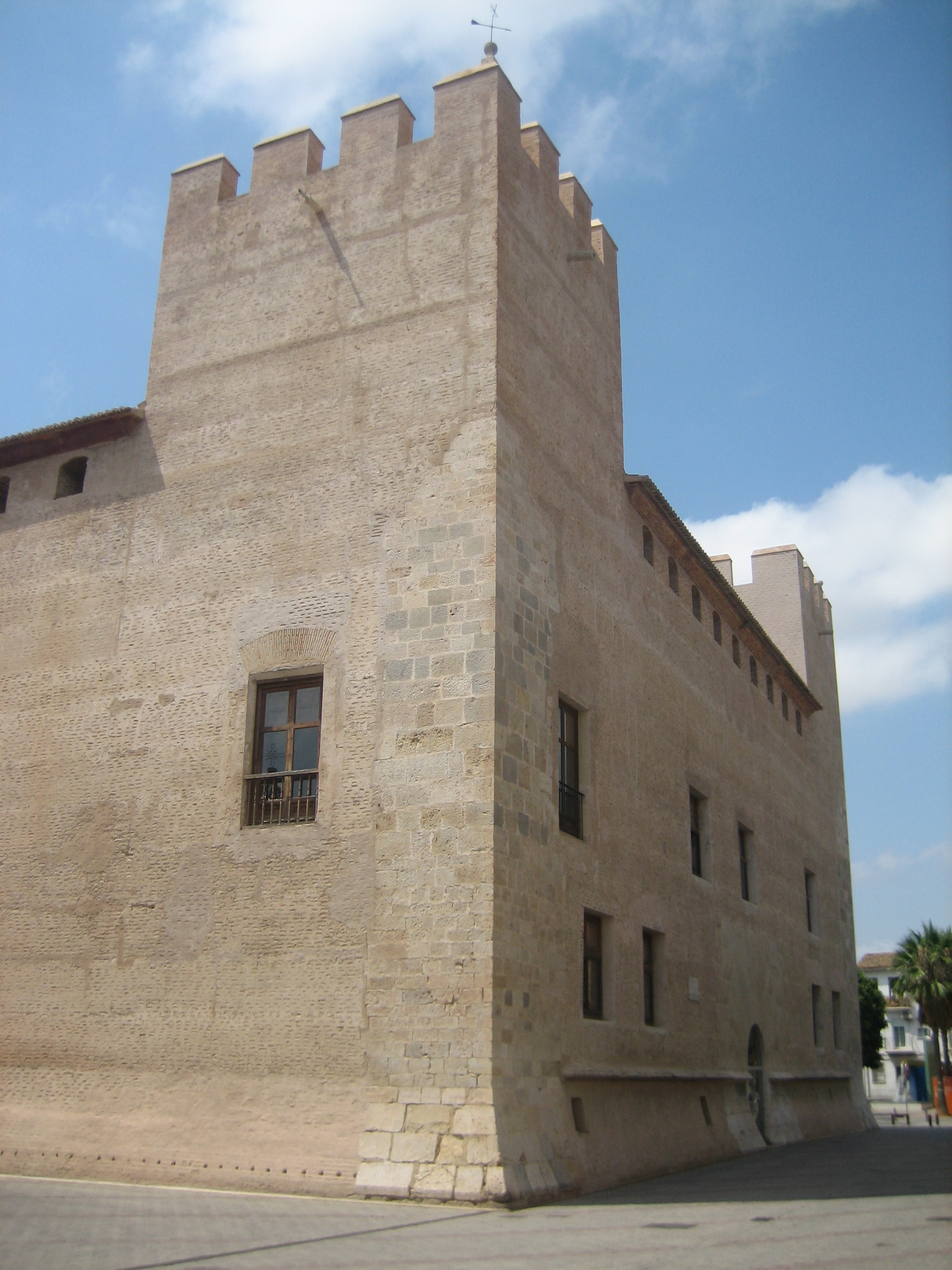
Castello-palazzo di Alaquàs.

Nonostante siano stati trovati alcuni resti romani, monete di epoca imperiale e persino una lapide commemorativa, il nucleo di Alaquàs è una alquería di origine musulmana. Jaime I la consegnò il 4 luglio 1238 a Bernat di Castellnou. Questi cedette il canale d'irrigazione, in cambio di altri possedimenti, a Ponç Solere, a cui in seguito vennero confiscati e restituiti alla Corona. Ad ogni modo, nel 1319 Joan Escrivà comprò il signorìo, che passò dopo ai Vilaragut e, nel secolo XV, agli Agular. Nel 1520, per non essersi unita alla rivolta delle Germanies, si concedette alla città il titolo di villa.
Nel 1557, Felipe II diede vita alla contea di Alaquàs, il cui signorìo poteva vantare, nel 1584, di un cittadino illustre come Luis Luis Pardo de la Casta. Fu proprio questo personaggio che promosse la costruzione del castello di Alaquàs sulla fortificazione musulmana antecedente. Più tardi, la contea fu in mano dei marchesi di Manfredi e, dopo, al barone di Bolbaite.

## Società

### Evoluzione demografica
Nel 1520 il nucleo urbano era formato da 120 famiglie (approssimativamente 550 persone), che arrivarono a 200 (dei 900 hab.) nel 1609. L'espulsione dei mori nel 1611 incise considerevolmente, in modo che nel 1646, le famiglie che vivevano nel comune erano 153 (689 hab.) e nel 1713 soltanto 143 (644 hab.). In seguito, la popolazione crebbe fino ad arrivare a 2000 nel 1877. Il secolo XX ha totalmente cambiato la fisionomia e la dinamica del luogo, essendo la crescita maggiore soprattutto nella seconda metà del secolo XX. La funzione di città dormitorio, prima, e di paese industrializzato dopo (nel 1970, un 72 % degli attivi lavoravano nel settore secondario), spiega come Alaquàs fosse meta di immigrazione durante quei decenni. Infatti, nel 1975 il 76% della popolazione era originaria. La seguente tavola mostra il progressivo aumento del numero di abitanti:
| Popolazione | 1.846 | 2.062 | 2.370 | 2.672 | 2.765 | 3.276 | 3.753 | 4.332 | 8.116 | 19.639 | 23.550 | 24.107 | 26.939 | 29.695 | 30.270 | 29.838 |

## Politica

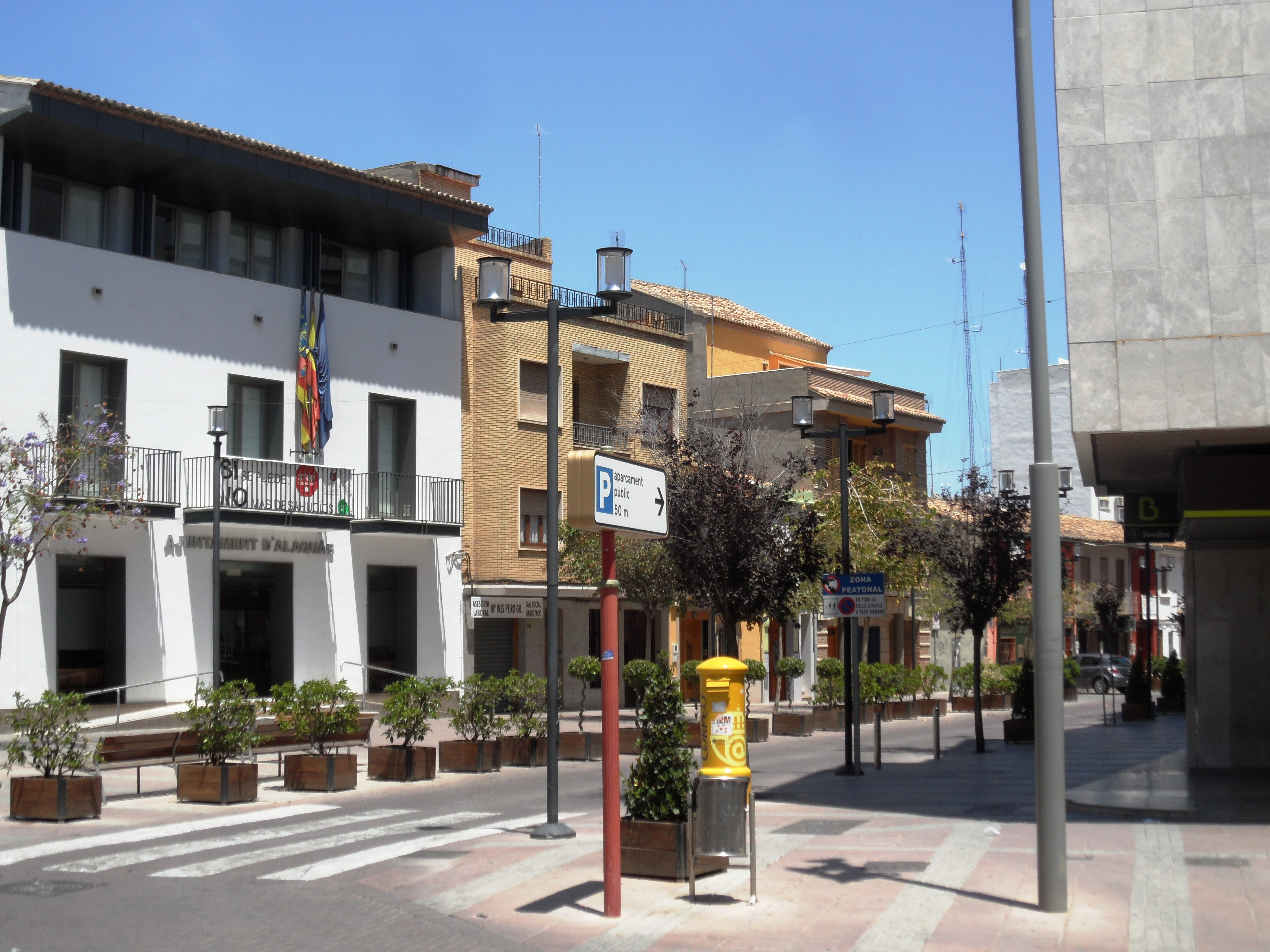
Comune di Alaquàs, nella via Maggiore.

Template:Alcaldes España

## Economia
Nel 2008 le voci economiche cittadine principali erano l'industria (45% degli occupati) e i servizi (53%). L'agricoltura, con poco più del 2% degli occupati, è un settore marginale. Nel 2008 134 ettari di terreno erano dedicati all'agricoltura, soprattutto di agrumi (99 ha) e coltivazioni di erbe (35 ha).
La specializzazione in mattoni e brocche lasciò spazio all'industria del legno (mobili), alla fabbricazione di prodotti metallici e all'industria alimentare. Il suolo industriale occupa 160 ha, divisi tra Il Bovalar (32 ha, ad ovest), Els Mollons e altre parti isolate. La distribuzione settoriale delle imprese era nel 2008: 59% nel settore industriale, 24% nel servizio di imprese, 9% nei servizi al consumatore, 3% nell'agroalimentare e 4% in altri servizi.

## Patrimonio

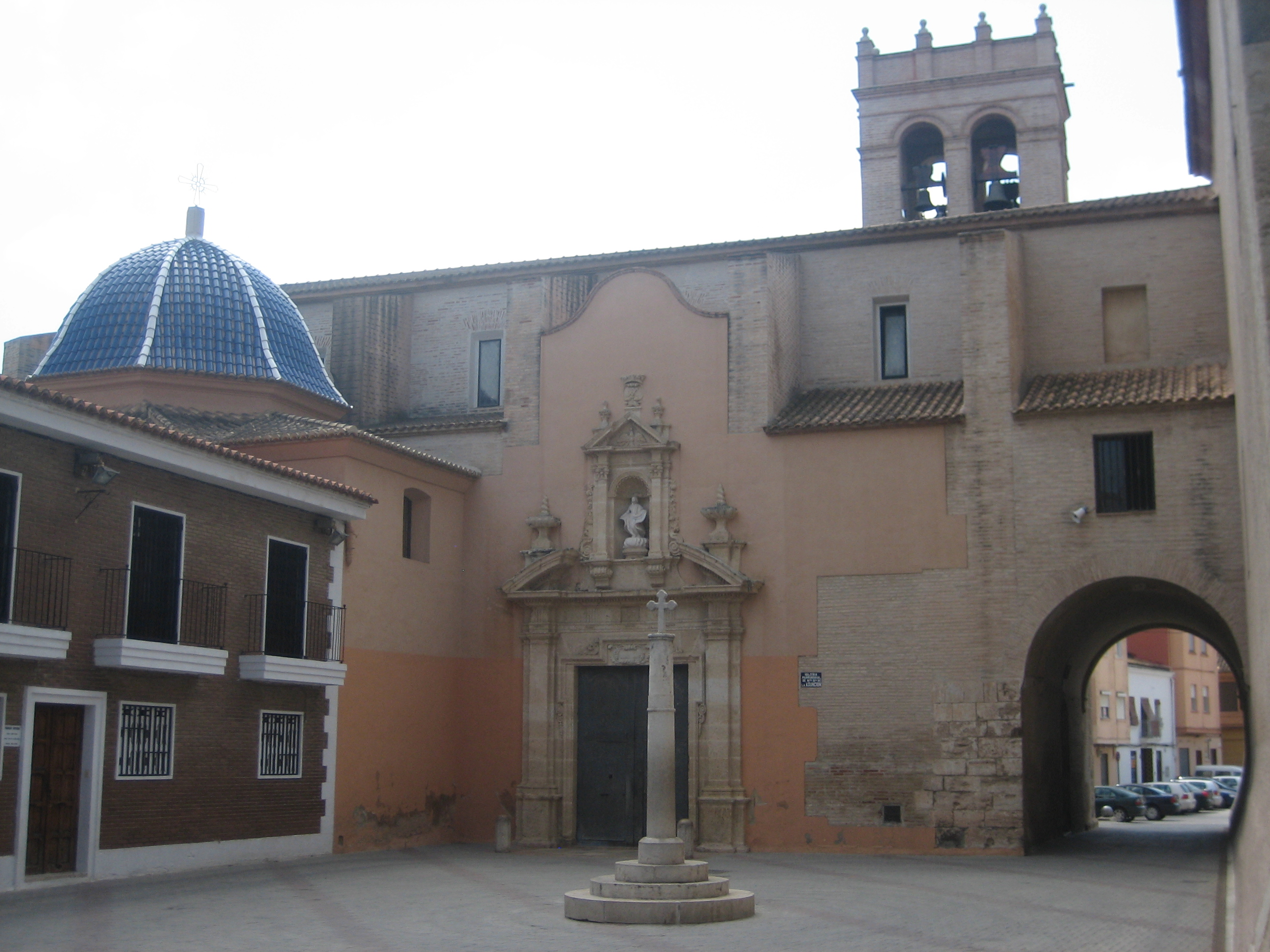
Chiesa dell'Assunzione.

Vedere anche annesso: Beni di rilevanza locale dell'Orto Ovest
- Castello-palazzo di Alaquàs (Castell-palau d'Alaquàs): Anche denominato Castello delle Quattro Torri o Palazzo degli Aguilar. La sua costruzione fu voluta (possibilmente su uno musulmano che faceva parte della cintura difensiva della capitale) da Luis Luis Pardo de la Casta, primo conte di Alaquàs, nel 1582.[2] Si tratta di un edificio a pianta rettangolare di 40 m di lunghezza per banda con quattro torri cantoniere di 25 metri di altezza (una di loro ricostruita) e un cortile interno al quale si accede attraverso un'austera entrata.[5] Fu dichiarato monumento storico-nazionale nel 1918, dopo un tentativo di demolizione, e fu restaurato varie volte a partire dal 1940. Il 3 gennaio del 2003 passò da privato a municipale.
- Chiesa dell'Assunzione: È adiacente al castello e la data della sua costruzione attuale è il 1649, nonostante la presenza di dettagli gotici.[2] È un edificio di una sola navata, pianta poligonale e cappelle laterali aperte ai piedritti. La decorazione di piastrelle dei secoli XVII o XVIII e l'altare maggiore (1597) rappresentano gli elementi più interessanti, insieme ad alcune opere della scuola dei Juanes di Valenzia.
- Chiesa della Vergine dell'Olivar (Església della Mare di Déu di l'Olivar): Si tratta infatti del tempio di un antico convento di minimi che, fino al 1537, fu dei dominicanos e che nel 1887 sarebbe stato occupato dalle monache oblatas.[2] È un edificio di una sola navata con cappelle laterali e ospita l'immagine della patrona del comune, la Vergine dell'Olivar.

## Geografia antropica

### Urbanistica
Il nucleo storico di Alaquàs è situato nell'estremo orientale del municipio. La parte più antica si struttura intorno alle odierne piazze della Costituzione, del Santissimo, di Olleros e di Santo Roque, nonché delle vie Maggiori, Santo Miguel, Valenzia e Los Benlliure. Ossia, intorno agli edifici più importanti, il castello-palazzo di Alaquàs e la chiesa dell'Assunzione. Al centro storico si aggiunge la frazione del Convento a ovest.
Nella metà sud e nell'estremo orientale del comune, l'andamento planimetrico adotta una forma molto più ordinata e geometrica. Le principali vie sulle quali sorgono quartieri nuovi di Alaquàs sono gli antichi cammini di Valenzia (avenida di Blasco Ibáñez), il cammino nuovo di Torrente (avenida di Pablo Chiese-Ausiàs March) e l'antico (Cammino Vecchio), il cammino vecchio di Turís (strada di Conca) e l'antico cammino di Aldaya (verso nord).

## Cultura

### Feste
- Feste maggiori: si celebra tra la fine di agosto e l'inizio di settembre.[2] Tra gli atti principali ricordiamo i Correguego, Moros y Cristianos, il Cant de la Carxofa e la Corda.
- Fallas: si celebrano durante il mese di marzo. Alaquàs ha 11 comitati faglieri e premi propri.
- Festa del Porrat: recuperata di recente, si celebra in primavera in onore di San Francesco di Paoa.

### Eventi
- Festival di Rock di Alaquàs: festival rock con eco internazionale, più conosciuto come FRA.

## Città gemellate
- Cremona (Lombardia)
- Lanjarón (Granada)